# Pierre François du Maisniel de Liercourt
Pierre François du Maisniel de Liercourt est un homme politique français né le 7 septembre 1771 à Abbeville (Somme) et décédé le 22 janvier 1851 dans la même ville.
Propriétaire, il est député de la Somme de 1824 à 1830, siégeant dans l'opposition de centre gauche. Il démissionne à l'avènement de la Monarchie de Juillet.

## Sources
- « Pierre François du Maisniel de Liercourt », dans Adolphe Robert et Gaston Cougny, Dictionnaire des parlementaires français, Edgar Bourloton, 1889-1891 [détail de l’édition]